# 利沃夫区
利维夫区（羅馬化：Lvivskyi raion），又按俄语名译为利沃夫区，是乌克兰利沃夫州的一个区，区府设于利沃夫。该区是在2020年7月乌克兰行政区划改革时成立的，是由原霍羅多克區、佩雷米什利亞尼區、普斯托梅特區、若夫克瓦區四个区和利沃夫市镇，以及卡姆揚卡-布茲卡區和佐洛奇夫區的部分区域组合而成的。利沃夫区的面积为4,976.2平方公里，2022年人口数量为1,141,119人。

## 行政区划
利沃夫区划分为23个市镇，以下依市鎮人口由多到少排列：
- 利維夫市鎮
- 霍羅多克市鎮
- 若夫克瓦市鎮（烏克蘭語：Жовківська міська громада）
- 拉瓦-鲁斯卡市鎮（烏克蘭語：Рава-Руська міська громада）
- 佩列梅什利亞內市鎮（烏克蘭語：Перемишлянська міська громада）
- 卡姆扬卡-布兹卡市鎮（烏克蘭語：Кам'янка-Бузька міська громада）
- 達維迪夫市鎮（烏克蘭語：Давидівська сільська громада）
- 濟姆納沃達市鎮（烏克蘭語：Зимноводівська сільська громада）
- 新亚雷奇夫市鎮（烏克蘭語：Новояричівська селищна громада）
- 比布爾卡市鎮（烏克蘭語：Бібрська міська громада）
- 多布罗辛-马海里夫市镇（烏克蘭語：Добросинсько-Магерівська сільська громада）
- 普斯托梅特市鎮（烏克蘭語：Пустомитівська міська громада）
- 科馬爾諾市鎮（烏克蘭語：Комарнівська міська громада）
- 索隆卡市鎮（烏克蘭語：Солонківська сільська громада）
- 希雷茨市鎮（烏克蘭語：Щирецька селищна громада）
- 庫利基夫市鎮（烏克蘭語：Куликівська селищна громада (Львівська область)）
- 若夫坦齊市鎮（烏克蘭語：Жовтанецька сільська громада）
- 赫利尼亞內市鎮（烏克蘭語：Глинянська міська громада）
- 穆羅瓦內市鎮（烏克蘭語：Мурованська сільська громада）
- 大柳宾市鎮（烏克蘭語：Великолюбінська селищна громада）
- 索基利尼基市鎮（烏克蘭語：Сокільницька сільська громада）
- 皮德貝里茲齊市鎮（烏克蘭語：Підберізцівська сільська громада）
- 奥布罗希内市鎮（烏克蘭語：Оброшинська сільська громада）

## 備註
1. ↑  俄語：